# Leopoldo Cintra Frías
Leopoldo Cintra Frías alias Polo (17 de julio de 1941-) es un militar y político cubano. Fue ministro de las Fuerzas Armadas Revolucionarias de Cuba entre los años 2011 al 2021, cuando fue liberado del cargo por renovación. También es miembro del Buró Político del Partido Comunista de Cuba. Tiene la alta distinción de Héroe de la República de Cuba.

## Juventud
Leopoldo Cintra Frías nació en la ciudad de Yara el 17 de julio de 1941. Su padre era un campesino que poseía una finca, una tienda-bar y una panadería. Militó en la Asociación de Jóvenes Esperanza de la Fraternidad (AJEF), que era el aparato juvenil de la masonería, donde comenzaban a conspirar contra la dictadura de Fulgencio Batista.

## En la lucha por la Revolución
Se incorpora a la Revolución Cubana en el Ejército Rebelde a la edad de 16 años en noviembre de 1957, luego de enterarse por la revista Bohemia del desembarco del Granma. Sus primeras acciones fueron las de vender bonos y la de distribuir en una camioneta pan y llevar gente a la sierra. Posteriormente ingresó a la tropa de Crescencio Pérez, donde sólo estuvo tres meses. Luego del segundo combate de Pino del Agua pasó a la Columna 1 bajo las órdenes de Pepín Quiala, que había sido mandado por Frank País de refuerzo a la Sierra Maestra. Posteriormente se unió a la Comandancia de la Columna 1 José Martí, que estaba directamente bajo las órdenes de Fidel Castro, donde permaneció hasta el final de la guerra.

## Luego del Triunfo de la Revolución cubana
Formó parte de los rebeldes que acompañaron a Fidel Castro en su recorrido desde la Provincia de Oriente hasta La Habana, conocida como la Caravana de la Libertad en los primeros días de enero de 1959, y terminó la guerra con el grado de Teniente. Fidel Castro lo ascendió a Capitán luego de una trifulca entre rebeldes en el campamento de Managua. Luego de participar en operaciones en Pico Turquino, fue nombrado jefe de una Columna de Artillería.
En 1960 fue enviado a Checoslovaquia a estudiar Artillería con el fin de aprender el manejo del cañón autopropulsado SAU-100 y la conducción de tanques. A su regreso a Cuba fue nombrado jefe de la Brigada de Artillería 1900, de Caimito. Al siguiente año fue jefe de la División de Infantería 1270 y luego al frente de la Artillería. En 1964 concluyó sus estudios en la Escuela Básica Superior y cinco años más tarde pasó el Curso Académico Superior desde el punto de vista militar y en 1982 se graduó en mando y estado mayor de nivel operativo-estratégico en la Academia del Estado Mayor General de la Unión Soviética.
Fue desde 1990 Jefe del Ejército Occidental cubano, uno de los tres mandos regionales, encargado de la defensa en donde se encuentra la ciudad de La Habana. El general Cintra condujo una gran unidad de tanques cubanos en Angola y Etiopía (1978). Estuvo en tres ocasiones en Angola, la última en 1989, donde comandó el frente sur, y dirigió las fuerzas cubanas en el terreno durante la batalla de Cuito Cuanavale y las acciones posteriores, en las cuales ambos lados se adjudicaron la victoria, sin embargo estas victorias conjuntas de tropas cubanas, angoleñas y del SWAPO decidieron las posteriores conversaciones de paz multilaterales, con EE. UU. como "mediador", y cuyo resultado fueron: la independencia de Namibia, la retirada sudafricana de Angola, el regreso a casa de las tropas cubanas y la aceleración en la práctica del fin del apartheid. Cintra Frías formó parte de la delegación cubana en dichas conversaciones. Su papel en esta etapa de la guerra fue elogiado por el presidente cubano Fidel Castro.
A su regreso a Cuba continuó siendo jefe del Ejército Occidental. En 2001 fue ascendido al grado de General de Cuerpo de Ejército.

## Ministerio
Desde octubre de 2008 ocupó el cargo de Viceministro Primero del Ministerio de las Fuerzas Armadas Revolucionarias. Tras la muerte del ministro Julio Casas Regueiro fue nombrado nuevo titular del ministerio el 9 de noviembre de 2011.
El 15 de abril del 2021, tras casi 10 años como ministro fue anunciado su liberación del cargo por "renovación natural" y su sustitución por el General de Cuerpo de Ejército Álvaro López Miera, viceministro primero de las FAR y jefe del Estado Mayor General, también un veterano de las misiones militares cubanas en Angola y Etiopía.

## Otros cargos
Es fundador del Partido, miembro del Comité Central del PCC desde 1965, desde el IV Congreso se nombró Miembro del Buró Político desde 1991, siendo ratificado en el V, VI y VII Congresos. Es Diputado a la Asamblea Nacional del Poder Popular desde 1976.

## Condecoraciones
El Consejo de Estado le confirió, en ocasión del XXX Aniversario del Triunfo de la Revolución, el título honorífico de Héroe de la República de Cuba y la Orden "Máximo Gómez" de Primer Grado; ostenta además:
- Orden "Playa Girón",
- Orden "Antonio Maceo”,
- Orden "Ernesto Guevara" de Primer Grado

Medallas:
- "Combatiente de la Guerra de Liberación"
- "Combatiente de la Lucha Clandestina"
- "Internacionalista” de Primera Clase
- "Ignacio Agramonte" en sus tres clases
- "Por el Servicio Ejemplar en las FAR"
- "Combatiente de la Producción y la Defensa"

Medallas conmemorativas:
- "20 Aniversario de las FAR"
- "30 Aniversario de las FAR"
- "40 Aniversario de las FAR"
- "50 Aniversario de las FAR"
- "60 Aniversario de las FAR"
- "XX Aniversario"

Así como otras condecoraciones nacionales y extranjeras.